# Monterchi
Monterchi ist eine italienische Gemeinde mit 1710 Einwohnern (Stand 31. Dezember 2023) in der Provinz Arezzo in der Region Toskana.

## Geografie

Lage von Monterchi in der Provinz Arezzo

Die Gemeinde erstreckt sich über rund 29 km². Sie liegt etwa 20 km östlich von Arezzo und 80 km südöstlich von Florenz im Tiberina-Tal, in der klimatischen Einordnung italienischer Gemeinden in der Zone E, 2271 GR/G. Die größten Flüsse im Gemeindegebiet sind der Padonchia (8 km im Gemeindegebiet) und der Cerfone (7 km).
Zu den Ortsteilen zählen Borgacciano, Fonaco, Le Ville, Padonchia, Pianezze, Pocaia und  Ripoli.
Die Nachbargemeinden sind Anghiari, Arezzo, Citerna (PG), Città di Castello (PG) und Monte Santa Maria Tiberina (PG).

## Geschichte
Erstmals dokumentiert ist der Ort im Jahre 1095. Nach der Schlacht von Anghiari fiel der Ort 1440 unter die Herrschaft der Republik Florenz und wurde somit später auch in das Herzogtum Toskana eingegliedert. Der Name entstammt dem lateinischen mons Hercules.

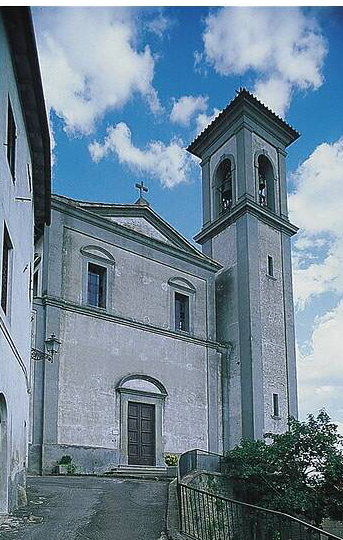
Chiesa di San Simeone

## Sehenswürdigkeiten
- Cappella di Santa Maria di Momentana, hier entstand in den frühen 1460er Jahren das Fresko Madonna del Parto von Piero della Francesca[7], das 1911 abgetragen wurde und sich heute im gleichnamigen Museum befindet.
- Museo della Madonna del Parto (mit gleichnamigem Fresko).[8]
- Chiesa di San Simeone, 1230 gegründet.